# Bernardino López de Carvajal
Bernardino López de Carvajal (n. 8 septembrie 1456, Plasencia, Spania - d. 16 decembrie 1523, Roma, Italia) a fost un cardinal spaniol.
A fost un nepot al cardinalului Juan Carvajal, și a avansat rapid în cariera ecleziastică de la Roma. Sub pontificatul Papei Inocențiu al VIII-lea deținut succesiv scaunul spaniol al Astorga (1488), Badajoz (1489), și Cartagena, în această calitate el a fost trimis ca nunțiu în Spania. Monarhul spaniei fiind catolic, l-a trimis înapoi ca ambasador al Spaniei, la Papa Alexandru al VI-lea, prin care el a fost făcut Cardinal al Sf. Petru și Marcellinus, în 1493, fiindu-i schimbat titlul în 1495, devenind cardinal al Santa Croce în Gerusalemme (Roma).
În următorii următorii ani, el a fost trimis de două ori ca legat la curtea imperială germană, de asemenea, la Napoli, și a acționat în calitate de guvernator al Campagnei. În 1503 el a fost făcut episcop al Siguenza în Spania, și administrator al Diecezei de Avellino, între 1507-1509 el a fost la rândul său, Cardinal-episcop al Albano, Episcop al Frascati, Episcop al Palestrinei și Episcop de Sabina.
În ciuda acestei avansări rapide și numeroasele sale beneficii el este cel mai adesea amintit ca spiritul de conducere al Consiliului schismatic de al Pisa (1511), care a fost organizat cu ajutorul altor patru cardinali (Cardinalului Briçonnet, Cardinalului Francesco Borgia, Cardinalului Federico Sanseverino, și Cardinalului René de Prie). Nemulțumirea față de tratamentul Papei Iulius al II-lea, și excomunicarea lui Ludovic al XII-lea al Franței, l-a condus pe Carvajal la această atitudine rebelă.